# V конференція КП(б)У
V конференція КП(б)У — конференція Комуністичної партії (більшовиків) України, що відбулася 17–22 листопада 1920 року в Харкові.
На конференції було 378 делегатів з ухвальним і 129 — з дорадчим голосом, які представляли 75 113 комуністів.

## Порядок денний конференції
1. Політична й організаційна доповідь ЦК КП(б)У.
2. Доповідь про чергові завдання партії.
3. Господарські завдання партії.
4. Земельне питання на Україні.
5. Продовольче питання.
6. Боротьба проти бандитизму.
7. Робота серед молоді.
8. Організаційне питання.
9. Вибори керівних органів КП(б)У.

## Керівні органи партії
Обрано Центральний Комітет у складі 17 членів та 3 кандидатів у члени ЦК, Контрольну комісію в складі 5 членів та 1 кандидата.

## Члени ЦК КП(б)У
- Ворошилов Климент Єфремович
- Затонський Володимир Петрович
- Іванов Андрій Васильович
- Іванов Микола Іванович
- Кін Павло Андрійович
- Кон Фелікс Якович
- Лебідь Дмитро Захарович
- Мануїльський Дмитро Захарович
- Мінін Сергій Костянтинович
- Молотов В'ячеслав Михайлович
- Ніколаєнко Іван Гнатович
- Петровський Григорій Іванович
- П'ятаков Юрій Леонідович
- Раковський Христіан Георгійович
- Фрунзе Михайло Васильович
- Чубар Влас Якович
- Шумський Олександр Якович

## Кандидати в члени ЦК КП(б)У
- Аверін Василь Кузьмич
- Дробніс Яків Наумович
- Харечко Тарас Іванович

## Члени Контрольної комісії КП(б)У
- Кон Фелікс Якович
- Кузнецов Степан Матвійович
- Петровський Григорій Іванович
- Покко Сильвестр Іванович
- Скрипник Микола Олексійович

## Кандидат в члени Контрольної комісії КП(б)У
- Затон Федір Леонідович

## Зміни складу ЦК у період між конференціями
20–21 липня 1921 року на Пленумі ЦК КП(б)У з членів ЦК вибули Ворошилов Климент Єфремович, Іванов Микола Іванович та Молотов В'ячеслав Михайлович, переведені з кандидатів в члени ЦК Аверін Василь Кузьмович, Дробніс Яків Наумович і Харечко Тарас Іванович.